# ETIAS

Cestovní povolení vydané v rámci Evropského systému pro cestovní informace a povolení (ETIAS) je podmínkou vstupu na území, kterou zavedla Evropská unie pro státní příslušníky, kteří nepodléhají vízové povinnosti a cestují do schengenského prostoru či na Kypr.
Systém ETIAS se podobá jiným elektronickým systémům cestovních povolení, jako je ESTA ve Spojených státech amerických, jakož i systémům používaným Austrálií, Kanadou a Novým Zélandem a systému, který plánuje zavést Spojené království.
Očekává se, že systém ETIAS bude uveden do provozu v roce 2025.
Po jeho spuštění bude následovat šestiměsíční přechodné období a šestiměsíční odkladná lhůta.

## Historie
S myšlenkou zřídit elektronický systém cestovních povolení poprvé přišla Evropská komise v roce 2016. 
Systém ETIAS byl formálně zřízen nařízením Evropského parlamentu a Rady (EU) 2018/1240 ze dne 12. září 2018.

## Zeměpisná působnost

### Evropské země, které vyžadují cestovní povolení ETIAS
Cestovní povolení ETIAS bude po cestujících nepodléhajících vízové povinnosti vyžadovat těchto 30 evropských zemí:
- Belgie
- Bulharsko
- Česko
- Dánsko
- Estonsko
- Finsko
- Francie
- Chorvatsko
- Island
- Itálie
- Kypr
- Lichtenštejnsko
- Litva
- Lotyšsko
- Lucembursko
- Maďarsko
- Malta
- Německo
- Nizozemsko
- Norsko
- Polsko
- Portugalsko
- Rakousko
- Rumunsko
- Řecko
- Slovensko
- Slovinsko
- Španělsko
- Švédsko
- Švýcarsko

### Způsobilí státní příslušníci
O cestovní povolení ETIAS musí požádat státní příslušníci těchto třetích zemí, na něž se nevztahuje vízová povinnost:
- Albánie
- Antigua a Barbuda
- Argentina
- Austrálie
- Bahamy
- Barbados
- Bosna a Hercegovina
- Brazílie
- Brunej
- Černá Hora
- Chile
- Dominika
- Grenada
- Gruzie
- Guatemala
- Honduras
- Hongkong
- Izrael
- Japonsko
- Jižní Korea
- Kanada
- Kiribati
- Kolumbie
- Kostarika
- Macao
- Malajsie
- Marshallovy ostrovy
- Mauricius
- Mexiko
- Mikronésie
- Moldavsko
- Nikaragua
- Nový Zéland
- Palau
- Panama
- Paraguay
- Peru
- Salvador
- Samoa
- Severní Makedonie
- Seychely
- Singapur
- Spojené arabské emiráty
- Spojené království
- Spojené státy americké
- Srbsko
- Svatá Lucie
- Svatý Kryštof a Nevis
- Svatý Vincenc a Grenadiny
- Tchaj-wan
- Šalomounovy ostrovy
- Trinidad a Tobago
- Tonga
- Tuvalu
- Ukrajina
- Uruguay
- Venezuela
- Východní Timor

## Podání žádosti o cestovní povolení ETIAS
Cestující, kteří nepodléhají vízové povinnosti, budou muset vyplnit on-line formulář žádosti buď prostřednictvím oficiálních internetových stránek systému ETIAS nebo v oficiální mobilní aplikaci systému.
Za podání žádosti o cestovní povolení ETIAS se účtuje poplatek 7 EUR. Od tohoto poplatku jsou osvobozeni žadatelé mladší 18 let nebo starší 70 let. Od poplatku za podání žádosti jsou osvobozeni rovněž rodinní příslušníci občanů EU nebo státních příslušníků třetích zemí požívajících právo na volný pohyb po celé Evropské unii..
Očekává se, že většina žádostí o cestovní povolení ETIAS bude zpracována do několika minut. Zpracování však může trvat až 14 dnů, pokud bude žadatel požádán o poskytnutí doplňujících informací nebo dokumentů na podporu své žádosti, nebo až 30 dnů, bude-li pozván k pohovoru.
Cestovní povolení ETIAS bude propojeno s cestovním pasem cestujícího. Je platné po dobu tří let, nebo do konce doby platnosti cestovního pasu použitého při podání žádosti, podle toho, co nastane dříve. Pokud cestující obdrží nový cestovní pas, bude muset požádat o nové cestovní povolení ETIAS.
S platným cestovním povolením ETIAS mohou cestující, kteří nepodléhají vízové povinnosti, v rámci krátkodobých pobytů vstupovat na území 30 evropských zemí tak často, jak si přejí – obvykle po dobu až 90 dnů během jakéhokoli období 180 dnů. To však nezaručuje, že jim bude vstup povolen. Při příjezdu cestujících na hranice je příslušník pohraniční stráže požádá o předložení cestovního pasu a dalších dokladů a ověří, zda splňují podmínky vstupu stanovené v Schengenském hraničním kodexu.
Žadatelé, jejichž cestovní povolení ETIAS bude zamítnuto, zrušeno nebo prohlášeno za neplatné, budou mít právo na podání opravného prostředku. Za řízení o opravném prostředku budou odpovídat příslušné orgány evropských zemí, které vyžadují cestovní povolení ETIAS.
EU varovala cestující před neoficiálními internetovými stránkami týkajícími se systému ETIAS, přičemž uvedla, že zatímco některé z těchto internetových stránek jsou provozovány skutečnými firmami, u jiných mohou jejich provozovatelé jednat s nekalým úmyslem.